# Paul-Gerhardt-Kirche (Ragow)

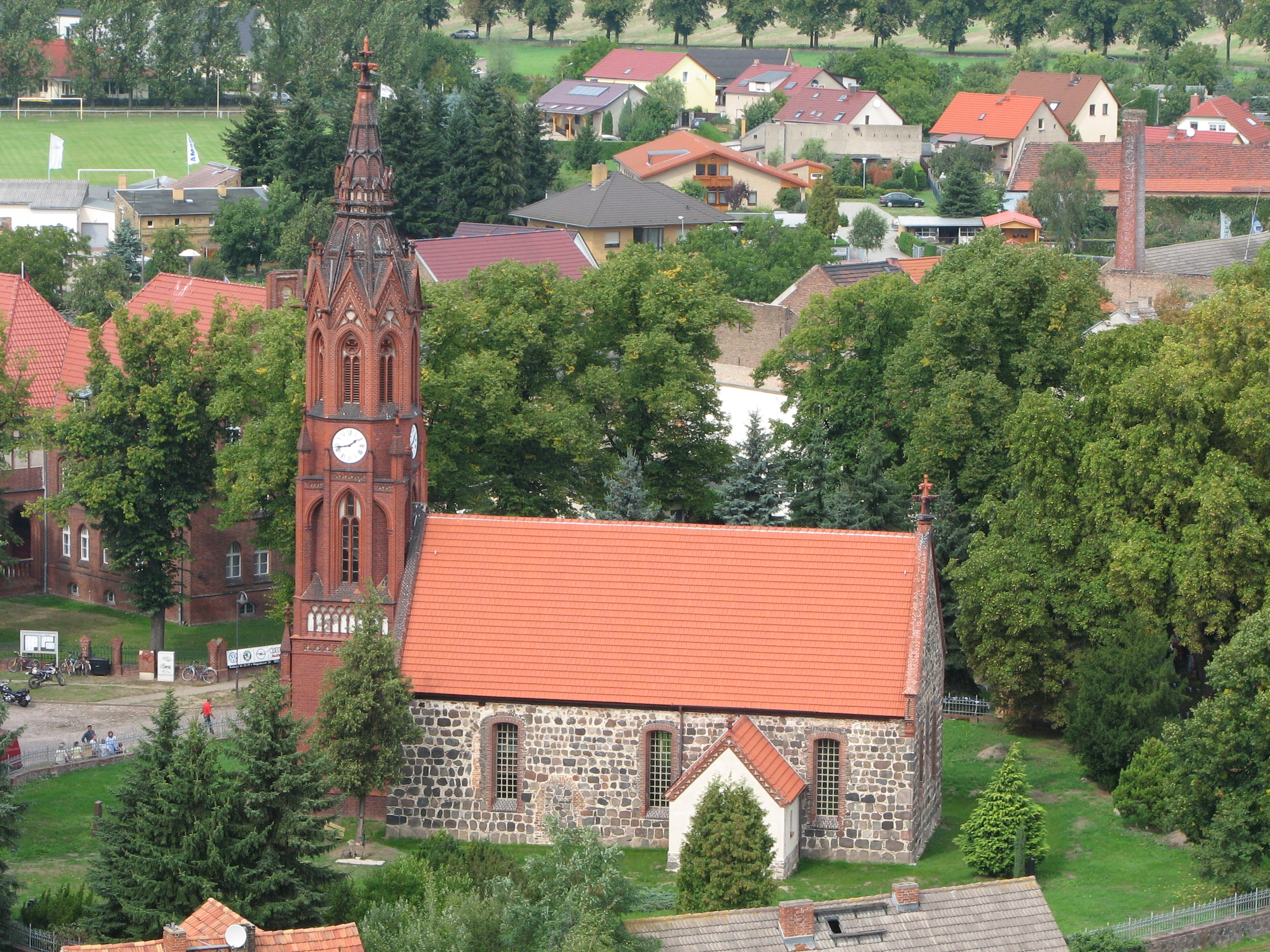
Dorfkirche Ragow aufgenommen beim Dorffest im September 2006

Die evangelische Paul-Gerhardt-Kirche ist eine Feldsteinkirche in Ragow, einem Ortsteil der Stadt Mittenwalde im Landkreis Dahme-Spreewald in Brandenburg. Sie ist nach dem evangelisch-lutherischen Theologen und Kirchenlieddichter Paul Gerhardt benannt, der während seiner Amtszeit als Propst an der Moritzkirche in Mittenwalde von 1651 bis 1657 vermutlich auch hier predigte. Sie gehört zum Evangelischen Kirchenkreis Zossen-Fläming.

## Geschichte

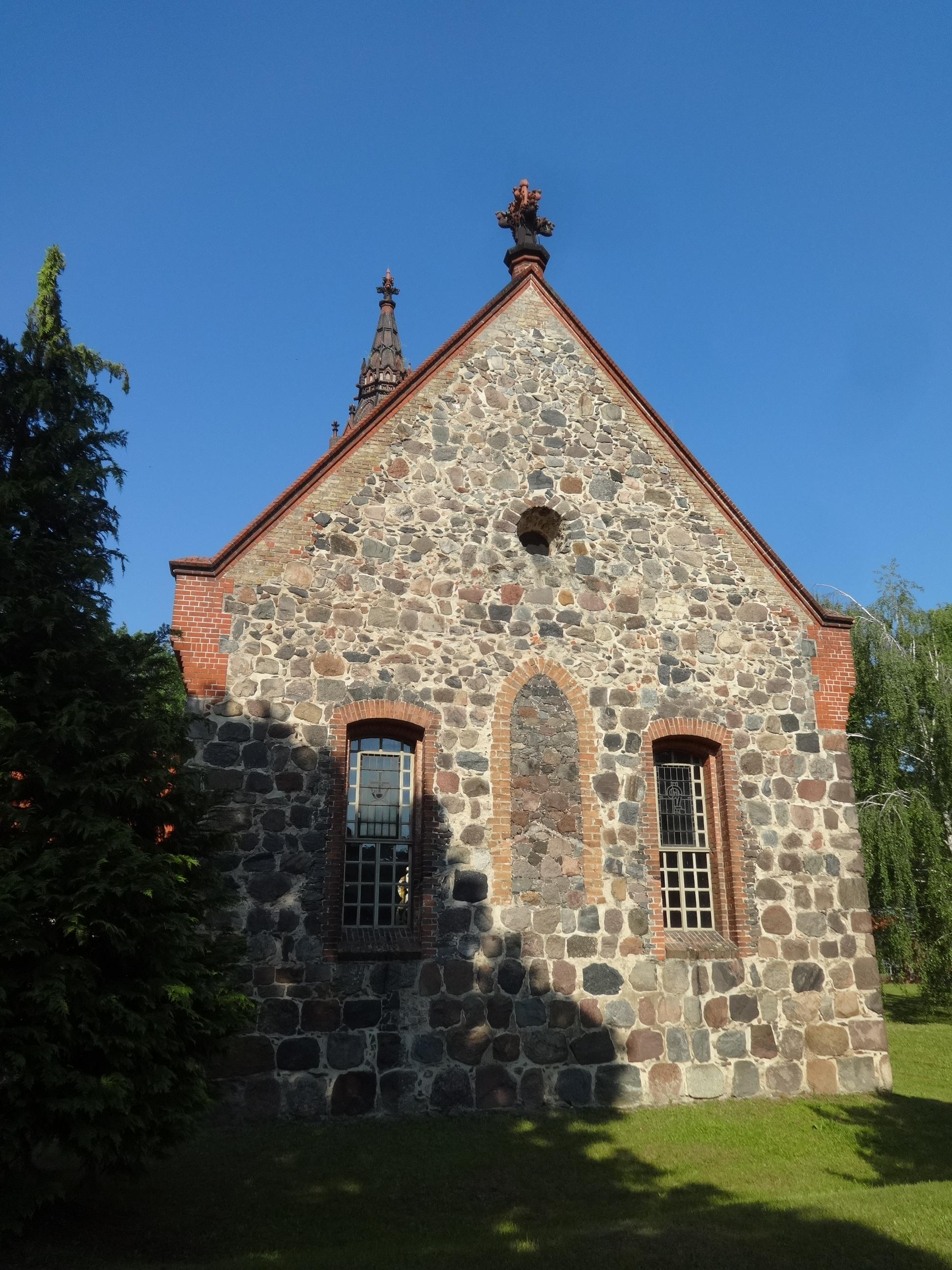
Ansicht von Osten

Überlieferungen zufolge gab es bereits im späten 14. Jahrhundert einen aus Feldstein errichteten Sakralbau. Er wurde im Dreißigjährigen Krieg stark beschädigt. Auf seinen Grundmauern erbaute die Kirchengemeinde im Jahr 1710 das im 21. Jahrhundert vorhandene Bauwerk. In den Jahren 1895 und 1896 renovierte der Baurat Hammer das Gebäude. Er fügte den neugotischen Westturm hinzu – eine Kopie des 20 Jahre älteren Kirchturms im heute polnischen Troszyn (Mieszkowice). Außerdem ließ er die Fenster vergrößern und ließ an den aufgemauerten Giebeln eine Rollschicht als Schutz der Mauerkrone anbringen. In den Jahren 1970 bis 1973 trennte die Kirchengemeinde einen Teil des Kirchenschiffs ab und nutzt ihn seitdem als Winterkirche. Der Altar wurde zur Zeit der DDR restauriert und stammt aus einer Potsdamer Tischlerei.

## Architektur

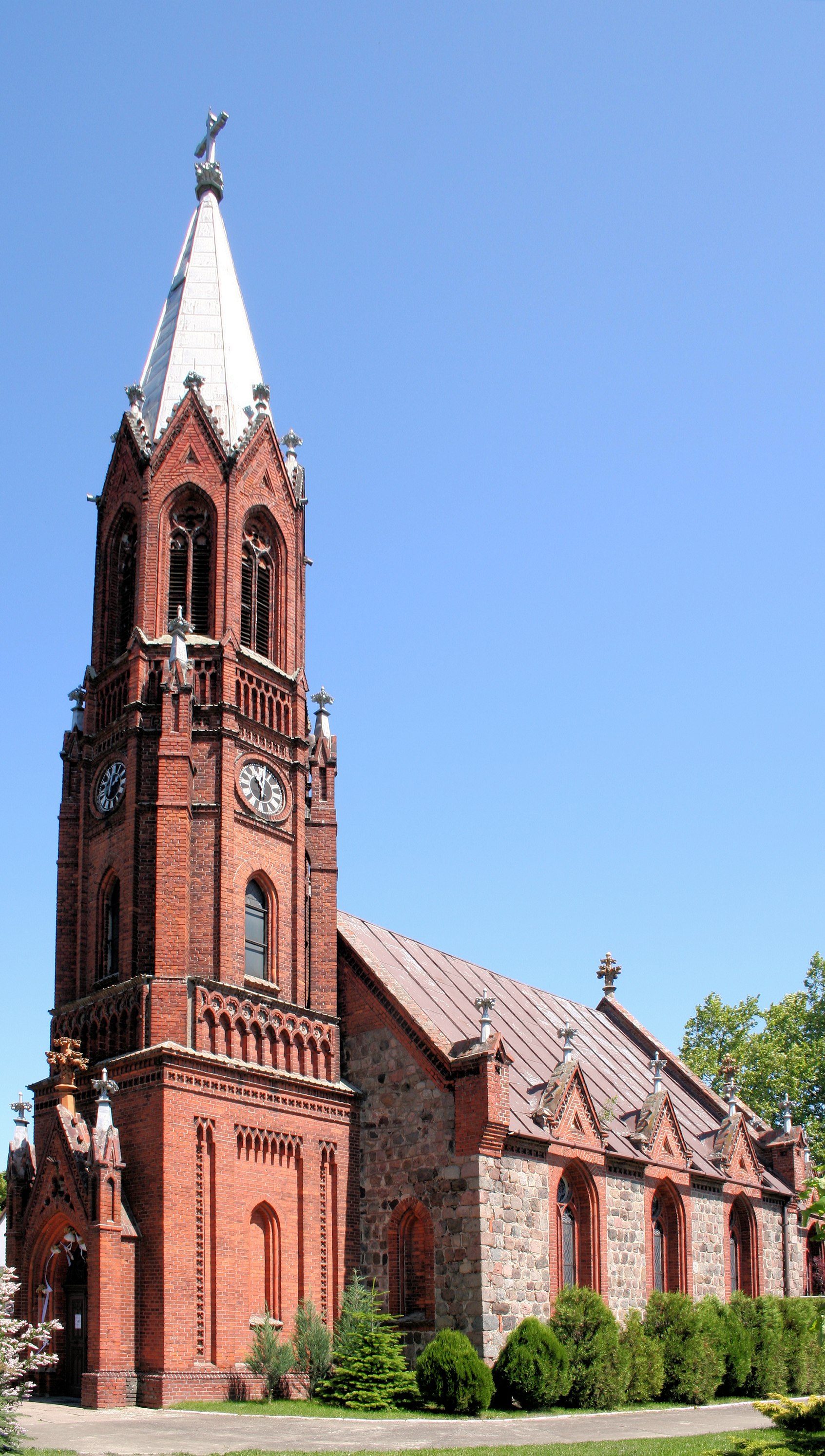
Originaler Kirchturm in Troszyn (Mieszkowice) von 1876

Das Kirchenschiff wurde aus gleichmäßig behauenen und weitgehend linienförmig geschichteten Feldsteinen errichtet. In Höhe der Traufe verlaufen die Linien; hier wurden teilweise Gesteinssplitter genutzt, was auf eine Erhöhung des Satteldachs zurückzuführen sein könnte. An der Südwand befinden sich zwei, an der Nordwand drei Fenster in Form eines Bienenkorbs, die mit zweifach gestuftem, rötlichem Mauerstein eingefasst sind und die Form der Öffnungen betonen. Etwa in der Mitte der südlichen Wand des Kirchenschiffs ist ein zugesetztes Portal. Rechts davon befindet sich eine Sakristei. Sie hat einen rechteckigen Grundriss und einen Sockel aus ungleichmäßig geschichteten Feldsteinen. Der obere Bereich ist hell verputzt. Zu erkennen sind zwei weitere kleine bienenkorbförmige Fenster sowie ein großes, mit rötlichem Mauerziegel eingefasstes Portal. Der Sakristeianbau ist, wie auch das Kirchenschiff, mit rötlichen Dachziegeln eingedeckt. Feldsteine dienten auch für die östliche Wand des Kirchenschiffs, wo lediglich die unteren Lagen gleichmäßig geschichtet sind, darüber verlaufen die Linien. Neben zwei Fenstern ist ein zugesetztes Spitzbogenfenster mit einem darüber im Giebel befindlichen runden Fenster zu erkennen. Der Westturm ist ausgesprochen filigran gearbeitet: Er besteht im Erdgeschoss aus einem aus rötlichen Mauerziegeln errichteten Sockel, an den sich ein Zwischengeschoss mit gekuppelten Blenden anschließt. Darüber teilt er sich in mehrere kleine Türmchen mit spitzbogenförmigen Öffnungen auf, die mittig eine Turmuhr umschließen, gefolgt von weiteren Maßwerkfenstern und Klangarkaden, einem mit Fries verzierten Turmhelm und einem Kreuz. Im Turm hängen drei Glocken aus Bronze, die im 15. und 16. Jahrhundert gegossen wurden.

## Ausstattung
Der barocke Kanzelaltar stammt aus dem Jahr 1702 und besteht aus einer doppelten Ädikula mit gedrehten, weiß gestrichenen Säulen und Wangen, die mit goldfarbenem Akanthus verziert sind. Oberhalb des polygonalen Kanzelkorbs ist ein Schalldeckel angeordnet, der in seiner Form an eine Krone erinnert. Er schließt mit einem gesprengten Giebel mit einem Strahlenkranz und mehreren Chrerubim ab. Der Altar stammt aus einer Potsdamer Werkstatt.
Auf der mit grau gestrichenen Kassetten verzierten Westempore steht eine ebenfalls mit Akanthus verzierte Orgel, die Wilhelm Sauer 1906 baute. Sie gilt als eines der wenigen im Original erhaltenen Instrumente. Ein Gutachten bescheinigt dem Opus, dass es bis auf zwei Orgelpfeifen den ursprünglichen Prospekt besitzt. Eine Fünte sowie eine barocke Schale stammen aus der Zeit um 1840. An der Ostwand ist eine kleine Sakramentsnische erkennbar. An der Nordwand sind mittelalterliche Inschriften erhalten geblieben, die aus Post- und Notzeiten im 16. Jahrhundert berichten. Hinzu kommt ein ebenfalls mittelalterliches Wandbild im oberen Teil der Westwand. Es wird in einem Kirchenführer als „Höllendrachen“ bezeichnet. Das Bauwerk ist in seinem Inneren flach gedeckt.